# Miramar, Santa María Yucuhiti
Miramar är en ort i Mexiko.   Den ligger i kommunen Santa María Yucuhiti och delstaten Oaxaca, i den sydöstra delen av landet, 300 km sydost om huvudstaden Mexico City. Miramar ligger 1 751 meter över havet och antalet invånare är 643.
Terrängen runt Miramar är bergig österut, men västerut är den kuperad. Runt Miramar är det ganska glesbefolkat, med 39 invånare per kvadratkilometer. Närmaste större samhälle är Putla Villa de Guerrero, 14,0 km väster om Miramar. I omgivningarna runt Miramar växer i huvudsak städsegrön lövskog.